# Dremomys everetti
Dremomys everetti је сисар из реда глодара (Rodentia) и породице веверица (Sciuridae).

## Распрострањење
Врста је присутна у Малезији и Индонезији.

## Станиште
Станишта врсте су шуме и планине. Врста је присутна на подручју острва Борнео у Индонезији.

## Угроженост
Ова врста је наведена као последња брига, јер има широко распрострањење и честа је врста.